# Araschnia
Araschnia är ett släkte av fjärilar som beskrevs av Jacob Hübner 1819. Araschnia ingår i familjen praktfjärilar.

## Bildgalleri

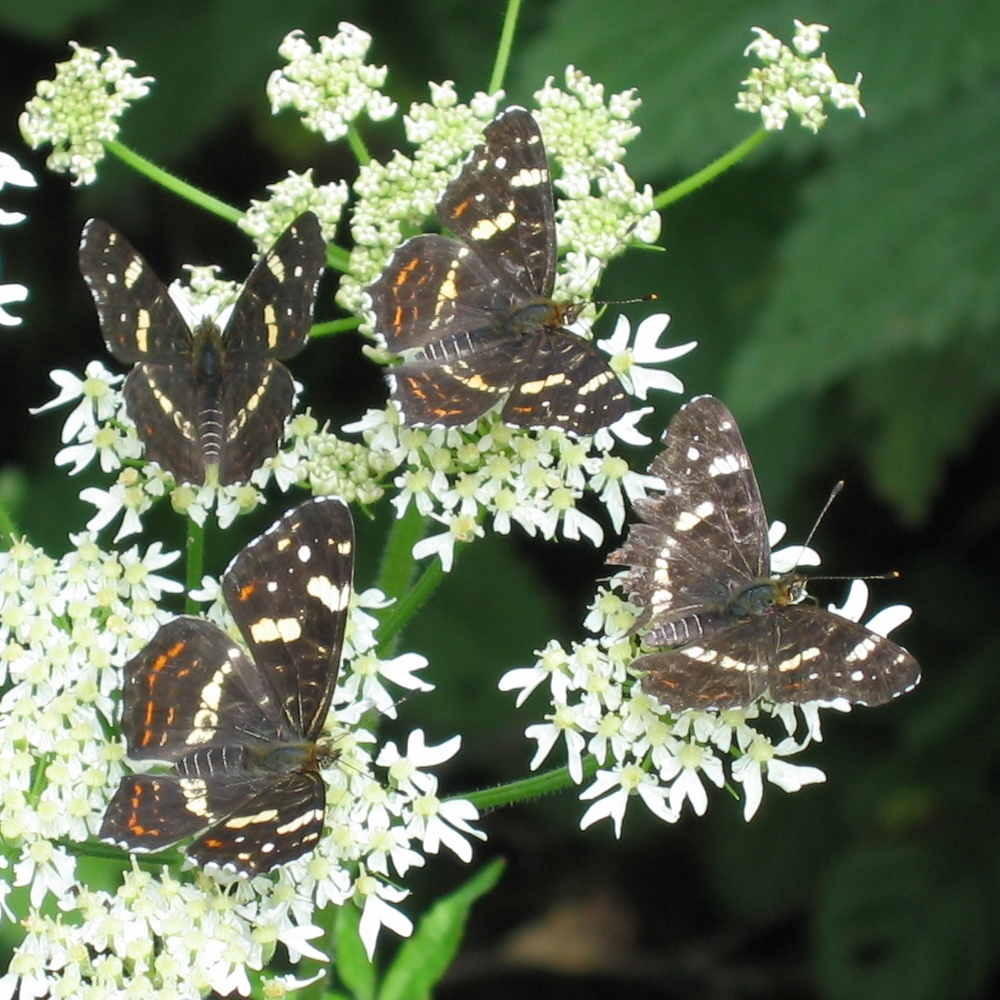
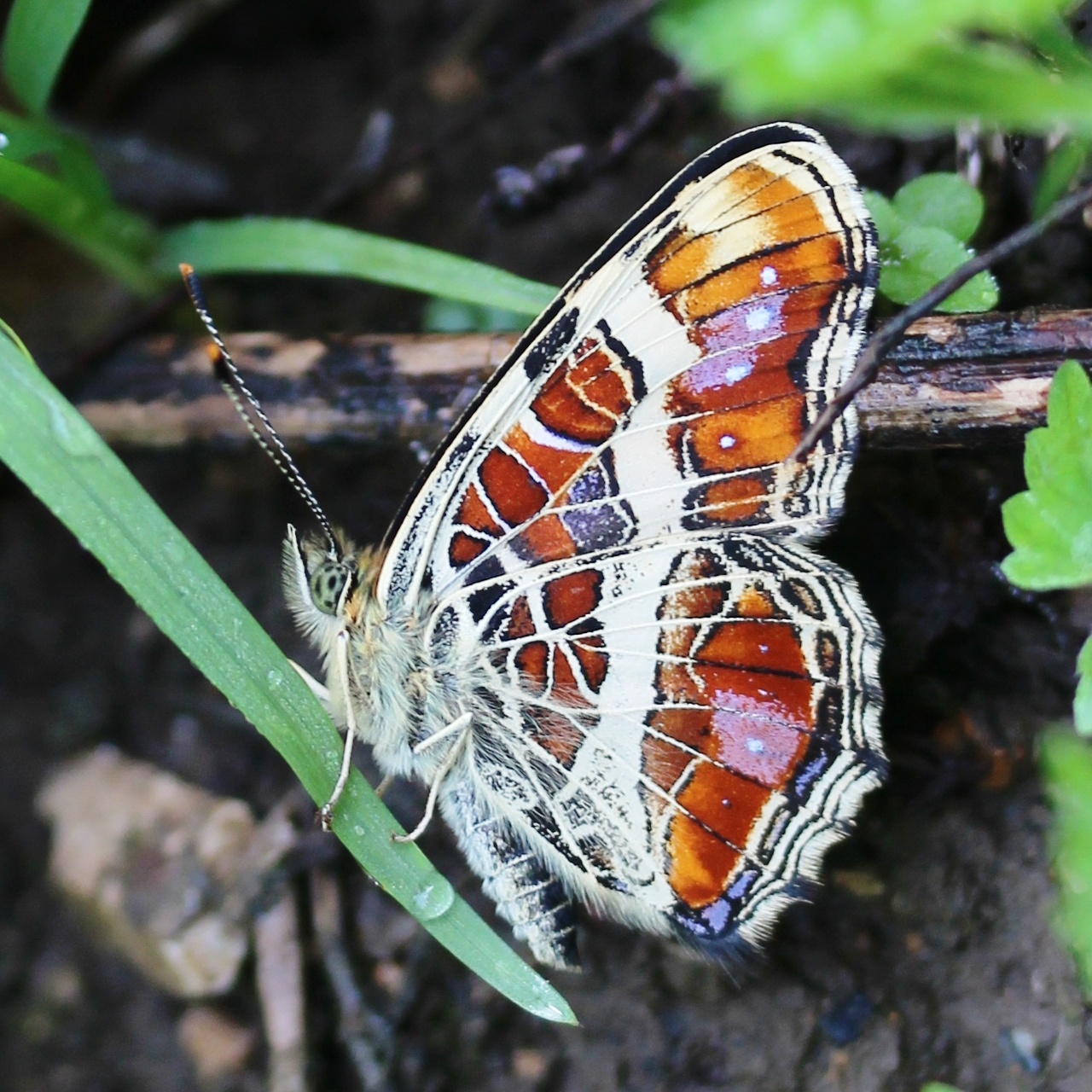
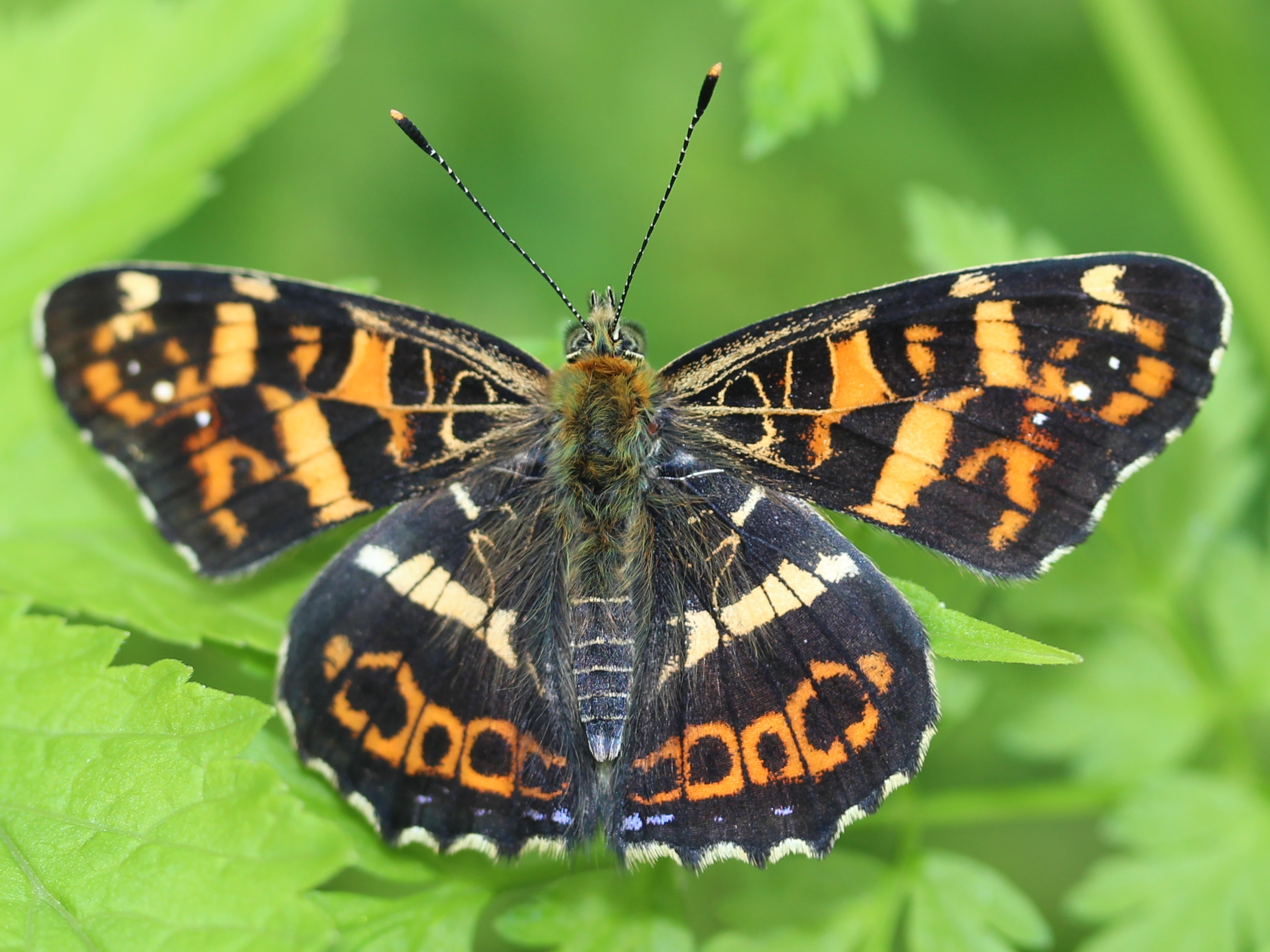
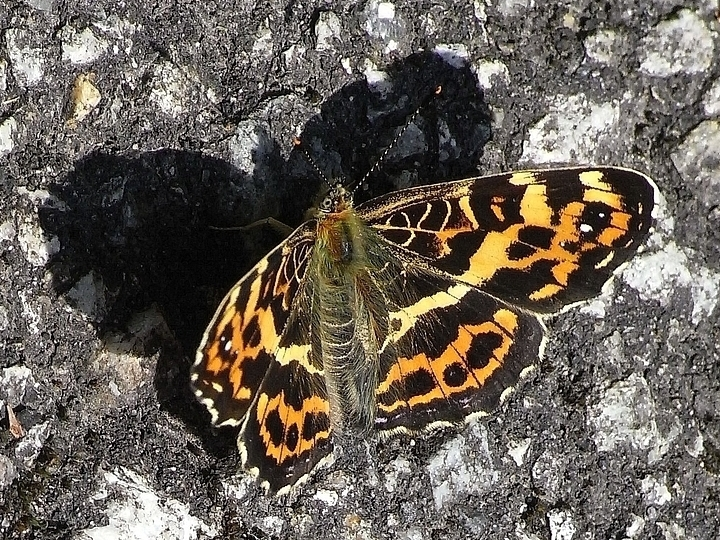
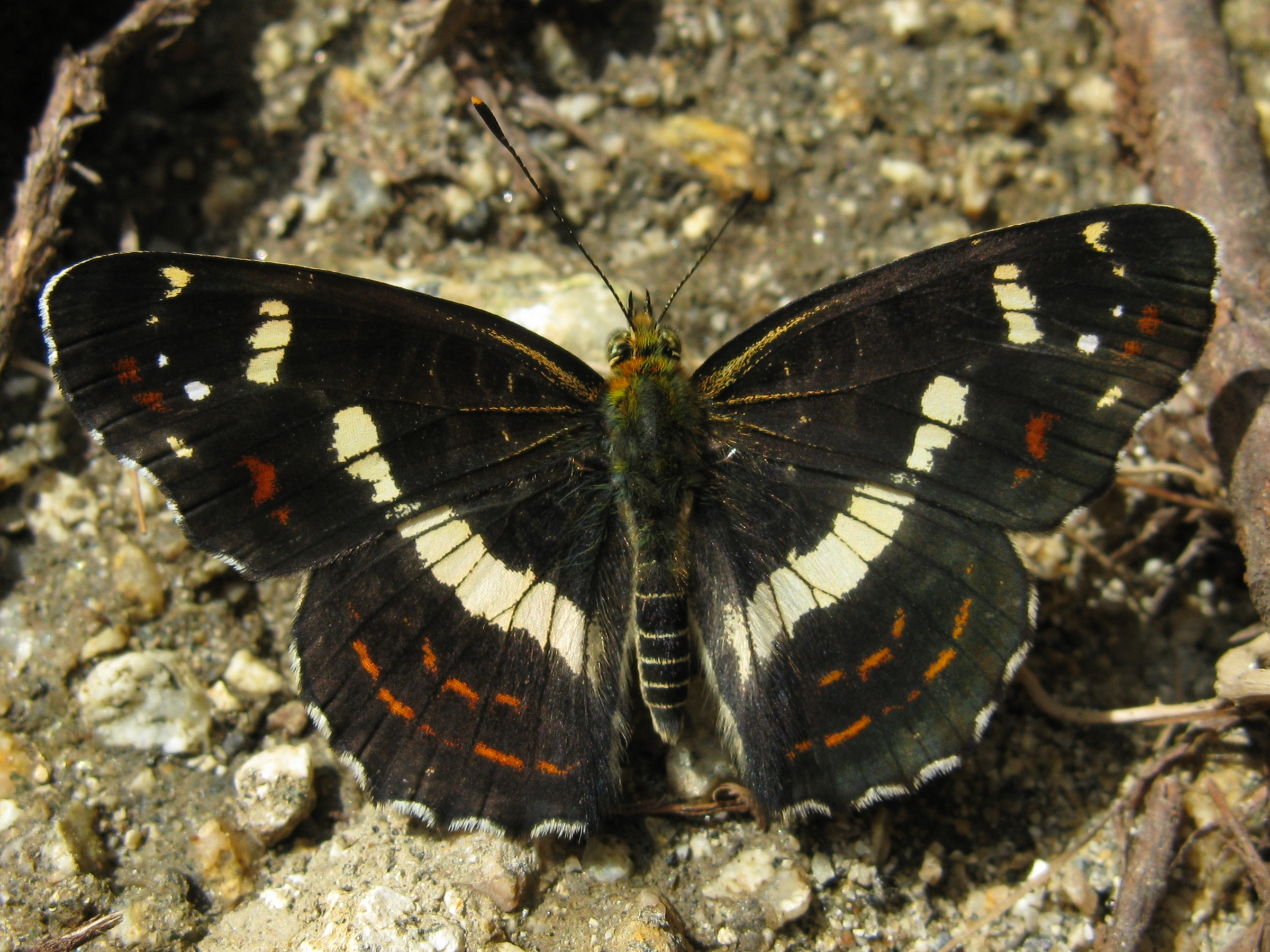
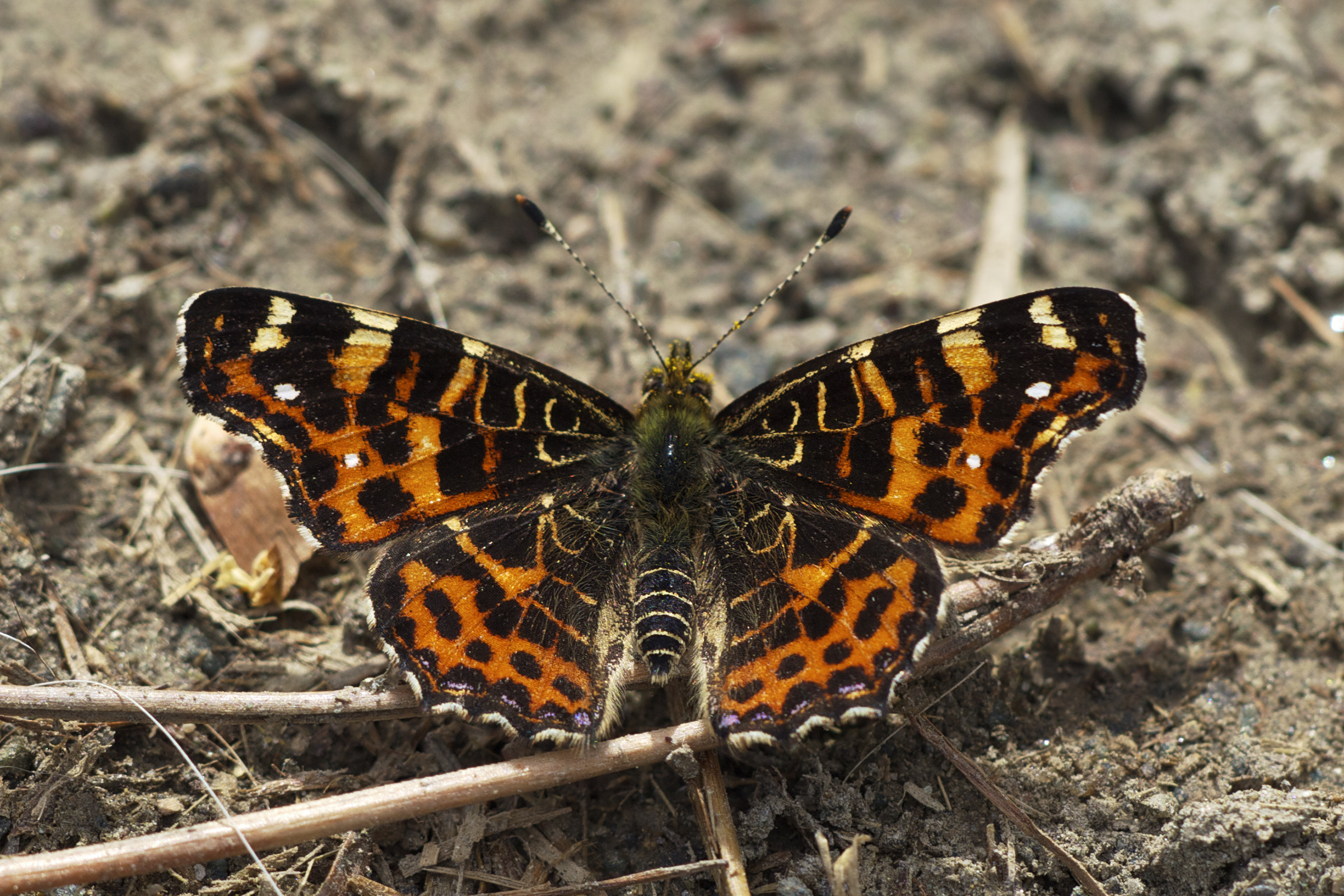

## Dottertaxa tillAraschnia, i alfabetisk ordning[1][2]
- Araschnia azumiana
- Araschnia borgesti
- Araschnia burejana
- Araschnia caerulocellata
- Araschnia chinensis
- Araschnia clossi
- Araschnia dammeri
- Araschnia davidis
- Araschnia diluta
- Araschnia dohertyi
- Araschnia doris
- Araschnia fallax
- Araschnia flavida
- Araschnia gerardini
- Araschnia intermedia
- Araschnia kudlai
- Araschnia kurilicola
- Araschnia lactofasciata
- Araschnia leechi
- Araschnia levana
- Araschnia levanoides
- Araschnia marginelineata
- Araschnia melania
- Araschnia obscura
- Araschnia oreas
- Araschnia porima
- Araschnia porrima
- Araschnia postcontinua
- Araschnia postocellata
- Araschnia prorsa
- Araschnia prorsoides
- Araschnia pseudorientalis
- Araschnia rufescens
- Araschnia sachalinensis
- Araschnia schultzi
- Araschnia separata
- Araschnia strigosa
- Araschnia weismanni
- Araschnia vetula
- Araschnia wladimiri
- Araschnia ypsilon
- Araschnia zavreli